# Латос
Латос (устар. Летевка, Латое) — река в России, протекает по территории Вадинского района Пензенской области. Устье реки находится в 157 км от устья реки Вад по левому берегу. Длина реки составляет 25 км.
Вероятно, название гидронима происходит от мордовского «ляйхть» — речка, дополненное русским аффиксом — евка.

## Данные водного реестра
По данным государственного водного реестра России относится к Окскому бассейновому округу, водохозяйственный участок реки — Мокша от водомерного поста города Темников и до устья, без реки Цна, речной подбассейн реки — Мокша. Речной бассейн реки — Ока.
Код объекта в государственном водном реестре — 09010200412110000028319.